# Vita coi figli
Vita coi figli è una miniserie televisiva in due puntate, prodotta in Italia tra il 1989 e il 90, diretta da Dino Risi e con protagonisti Giancarlo Giannini, Monica Bellucci e Corinne Cléry, andato in onda in prima serata su Canale 5 il 28 e il 29 maggio 1991. Nel cast, figurano anche Nicola Farron (in seguito protagonista di Edera), Laura Linguiti e Tamara Donà.

## Trama
Adriano Setti è un imprenditore di mezza età talmente impegnato nel proprio lavoro, da non aver molto tempo da dedicare alla propria famiglia.
Quando però la moglie muore in un incidente stradale, è costretto ad occuparsi – anche con l'aiuto dell'amante Valeria – dei cinque figli, delle cui problematiche – tutte legate alle loro differenti fasce d'età – era pressoché all'oscuro.
La vita di Adriano viene poi "stravolta" dall'incontro casuale con Elda, una bellissima ragazza dell'età dei suoi figli maggiori e di circa trent'anni più giovane di lui, della quale si innamora (ricambiato) perdutamente e con cui rivive una nuova giovinezza.